# Sugarland
Sugarland é uma dupla norte-americana de música country formada em 2003 pelos cantores-escritores Jennifer Nettles (voz) e Kristian Bush (voz, vocais, bandolim, violão e gaita). O grupo já foi um trio com Kristen Hall (violão, vocais), que deixou o grupo em 2005.
Membros de apoio incluem: Annie Clements (baixo), Brandon Bush (teclados e acordeões), Thad Beaty (guitarra), Scott Patton (guitarra solo) e Travis McNabb (bateria).
Em 2011, nos anuncios dos Indicados ao "Grammy", eles anunciaram sua volta, e fizeram uma performance com a cantora Lady Gaga, cantando a música "Yoü and I".

## Prêmios
| Ano  | Prêmio                           | Categoria                                                           |
| ---- | -------------------------------- | ------------------------------------------------------------------- |
| 2005 | American Music Awards            | Novo Artista Favorito                                               |
| 2006 | Academy of Country Music Awards  | Melhor Dupola/Grupo Novo de Vocal                                   |
| 2007 | CMT Music Awards                 | Vídeo de Dupla do Ano – "Want To"                                   |
| 2007 | Country Music Association Awards | Dupla Vocal do Ano                                                  |
| 2008 | CMT Music Awards                 | Vídeo de Dupla do Ano – "Stay"                                      |
| 2008 | Academy of Country Music Awards  | Single do Ano – "Stay"                                              |
| 2008 | Academy of Country Music Awards  | Canção do Ano – "Stay"                                              |
| 2008 | Country Music Association Awards | Canção do Ano – "Stay"                                              |
| 2008 | Country Music Association Awards | Dupla Vocal do Ano                                                  |
| 2009 | Grammy Awards                    | Melhor Performance Country por uma Dupla ou Grupo com Vocal– "Stay" |
| 2009 | Grammy Awards                    | Melhor Canção de Country – "Stay"                                   |
| 2009 | Academy of Country Music Awards  | Melhor Dupla de Vocal                                               |
| 2009 | CMT Music Awards                 | Vídeo de Dupla do Ano – "All I Want to Do"                          |
| 2009 | Country Music Association Awards | Dupla Vocal do Ano                                                  |

## Discografia
Álbuns de estúdio
- Twice the Speed of Life (2004)
- Enjoy the Ride (2006)
- Love on the Inside (2008)
- The Incredible Machine (2010)
- Bigger (2018)